# South African Express
South African Express Airways SOC Ltd, được biết đến với tên South African Express hay đơn giản là SA Express, là một hãng hàng không quốc doanh đóng ở Nam Phi và bắt đầu hoạt động 24 tháng 4 năm 1994. Mặc dù hãng hàng không này đang hoạt động độc lập với South African Airways, chuyến bay của hãng lại được kết hợp trong các liên minh chiến lược với South African Airways. Hãng hàng không này có trụ sở chính tại Airways Park, Jones Road, bên cạnh sân bay quốc tế OR Tambo ở Kempton Park, Ekurhuleni, Gauteng. 

## Điểm đến
Botswana
- Gaborone – Sân bay quốc tế Sir Seretse Khama

 Democratic Republic of the Congo
- Lubumbashi – Sân bay quốc tế Lubumbashi

 Namibia
- Walvis Bay – Sân bay Walvis Bay
- Windhoek – Sân bay quốc tế Hosea Kutak

 South Africa
- Bloemfontein – Sân bay Bloemfontein
- Cape Town – Sân bay quốc tế Cape Town Hub
- Durban – Sân bay quốc tế King Shaka Regional Hub
- East London – Sân bay East London Focus city
- George – Sân bay George
- Hoedspruit – Sân bay Eastgate
- Johannesburg – Sân bay quốc tế O.R. Tambo Hub
- Kimberley – Sân bay Kimberley
- Nelspruit – Sân bay quốc tế Kruger Mpumalanga [1]
- Pietermaritzburg – Sân bay Pietermaritzburg [1]
- Port Elizabeth – Sân bay Port Elizabeth Focus city
- Richards Bay – Sân bay Richards Bay

 Zambia
- Lusaka – Sân bay quốc tế Kenneth Kaunda[2]

 Zimbabwe
- Harare – Sân bay quốc tế Harare[3]

## Đội tàu bay
Thời điểm tháng 11 năn 2013, đội tàu bay của South African Express gồm có các tàu bay sau:

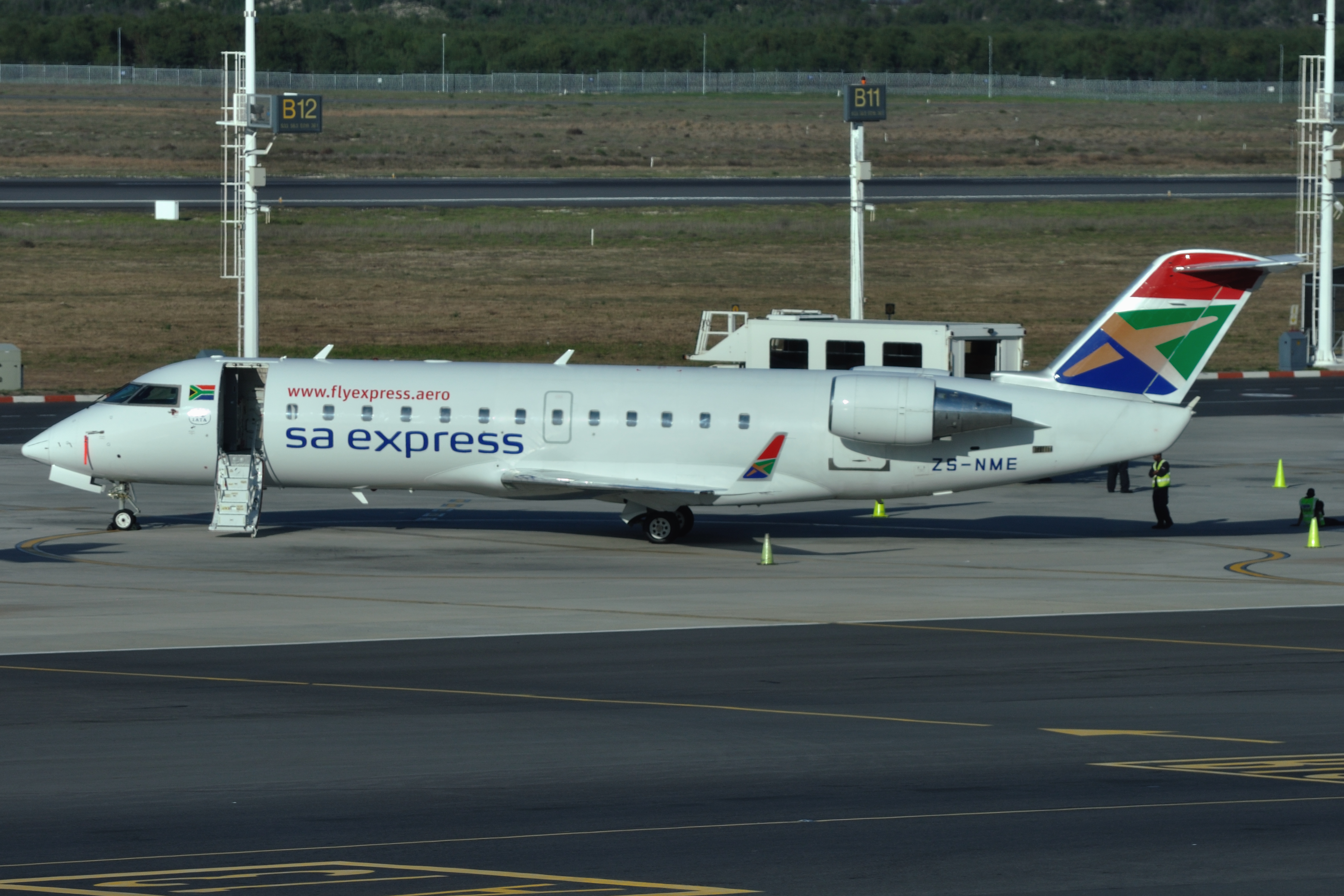
SA Express Bombardier CRJ200ER năm 2011